# Web-log
Web-log.nl was een Nederlandse blogdienst die bestond van 2003 tot 2013 en vanaf 2011 weblog.nl heette en onderdeel was van Sanoma. 

## Oprichting, overname en groei
Op 5 april 2003 verscheen de eerste blog op web-log.nl van de hand van de vriendin van ontwikkelaar en oprichter Joris Leermakers. De dienst groeide snel en werd in het begin met RSS geholpen door Adam Curry. Eind 2003 had de dienst 10.000 blogs. Per 1 juli 2004 werd de dienst overgenomen door Ilse Media en had toen ruim 35.000 blogs. De sociale dienst Wie Online werd overgenomen maar werd geen succes. Voor tijdschriften van Sanoma (moederbedrijf van Ilse Media) werden officiële blogs gemaakt.
In mei 2005 werd de grens van 100.000 blogs bereikt en in 2006 ging web-log over van de software van Leermakers op Typepad. In 2008 waren er meer dan 200.000 blogs bij web-log.nl maar de hype van het bloggen leek over haar hoogtepunt.

## Migratie en naamswijziging
Medio 2011 liep het contract van Sanoma met Typepad af. Er werd een migratie naar Wordpress als beheerstool aangekondigd per 23 augustus van dat jaar samen met een naamswijziging naar weblog.nl (zonder streepje) om de vindbaarheid te vergroten. In juni stopte de blogdienst van de Volkskrant. De data van deze VKblogs werd aan web-log overgedragen om te importeren. De migratie naar Wordpress liep uit op een mislukking. Een deel van de blogs was weken onbereikbaar en veel inhoud bleek niet (volledig) overgezet te kunnen worden.. Typepad en weblog.nl wezen naar elkaar over de oorzaak hiervan. De dienst had in september 2011 inmiddels 390.000 blogs, waarvan wel een flink deel niet meer actief bijgehouden werd. 

## Opheffing
Per 1 december 2012 verwijderde Sanoma ongeveer de helft van de ruim 400.000 blogs omdat die meer dan een jaar niet werden bijgehouden. In januari 2013 kondigde Sanoma aan de diensten van weblog.nl helemaal te stoppen per 1 maart 2013. Gebruikers konden handmatig hun blog exporteren naar Wordpress zelf. Dit geldt niet voor de VKblogs. Die gingen definitief verloren omdat ze op Limbo gebaseerd waren en door de problemen met de migratie nooit door weblog.nl geïmporteerd waren.